# Садовая камышовка
Садовая камышовка (лат. Acrocephalus dumetorum) — певчая птица из семейства камышовковых (Acrocephalidae).

## Описание
Садовая камышовка длиной примерно от 11 до 17 см, длин крыльев от 5,8 до 6,5 см. Масса составляет примерно от 9 до 15 г. Садовая камышовка зрительно едва отличается от тростниковой или болотной камышовок. Верхняя часть тела серо-бурая, нижняя часть оливково-бежевая. Самец и самка имеют одинаковую окраску. Пение является самым точным отличительным признаком. Часто ночью птица имитирует голоса других птиц, при этом заметно медленнее, чем болотная камышовка.

## Распространение
Область распространения простирается от юга Финляндии и Прибалтики на восток. Птицу можно встретить на северо-востоке Польши, а также на всей территории Белоруссии. Южная граница распространения проходит с крайнего севера Украины через Россию, Казахстан, Туркменистан, Узбекистан, Иран и Таджикистан до Непала, Шри-Ланки и Афганистана. Регионы зимовки расположены в Индии.

## Питание
Садовая камышовка питается насекомыми.

## Размножение

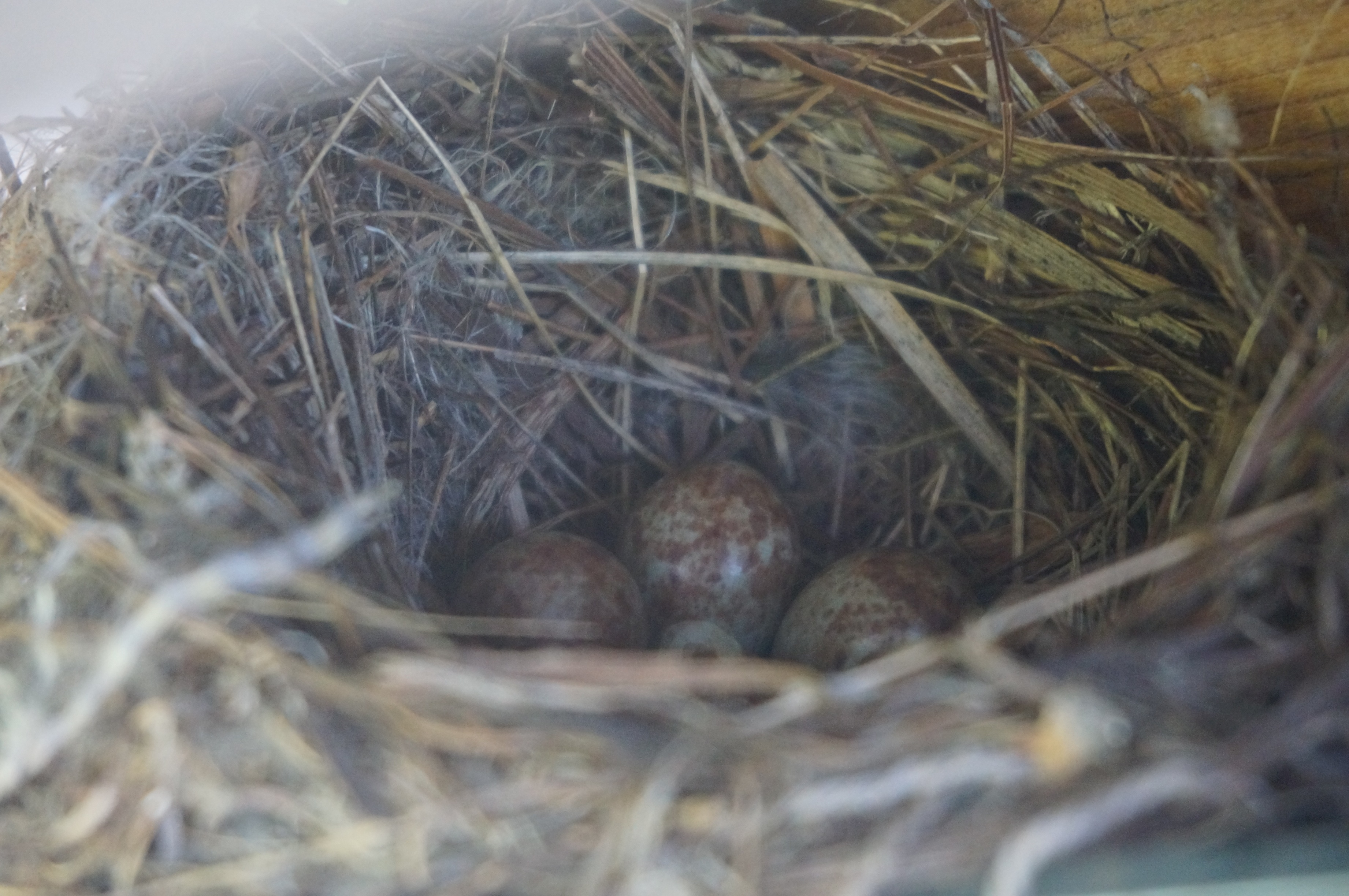
Яйца садовой камышовки в гнезде

Садовая камышовка гнездится в зарослях кустарника, а также на полянах лиственных лесов или в кустарнике по берегу реки. Избегает камышовые заросли с непроточной водой. Гнездо строит в густых зарослях травянистых многолетников. Период гнездования длится с конца мая по август. Гнездо имеет форму чашечки. В кладке 4—6 яиц. Птенцов выкармливают оба родителя 11—13 дней.